# Opel Kapitän
Opel Kapitän es un automóvil de lujo del segmento E fabricado por Opel desde 1938 hasta 1970.

## Historia
Su primera generación fue presentada en primavera de 1939 en el Salón del Automóvil de Ginebra. Reintroducido en 1948 fue el primer automóvil de seis de cilindros de Alemania de la posguerra.
El Kapitän P2 (el más famoso de la gama) se caracterizaba por tener un techo prácticamente plano y una amplia superficie cristalizada. Su motor es un 2.6 litros de seis cilindros en línea entregando 90 CV y un par máximo de 190 Nm desde las 1.300 y las 2.500 rpm. El Kapitän B (última generación del vehículo) se introdujo en 1969 y fue el último coche que lleva el nombre Kapitän. Las opciones del motor incluyeron un 1 bbl 2,8 l-seis en línea o una versión 2-bbl del mismo, junto con un manual de 4 velocidades o una transmisión automática de 3 velocidades de Opel. El Admiral y el Diplomat vivirían unos siete años más siendo sustituidos por el Opel Senator.

## Galería

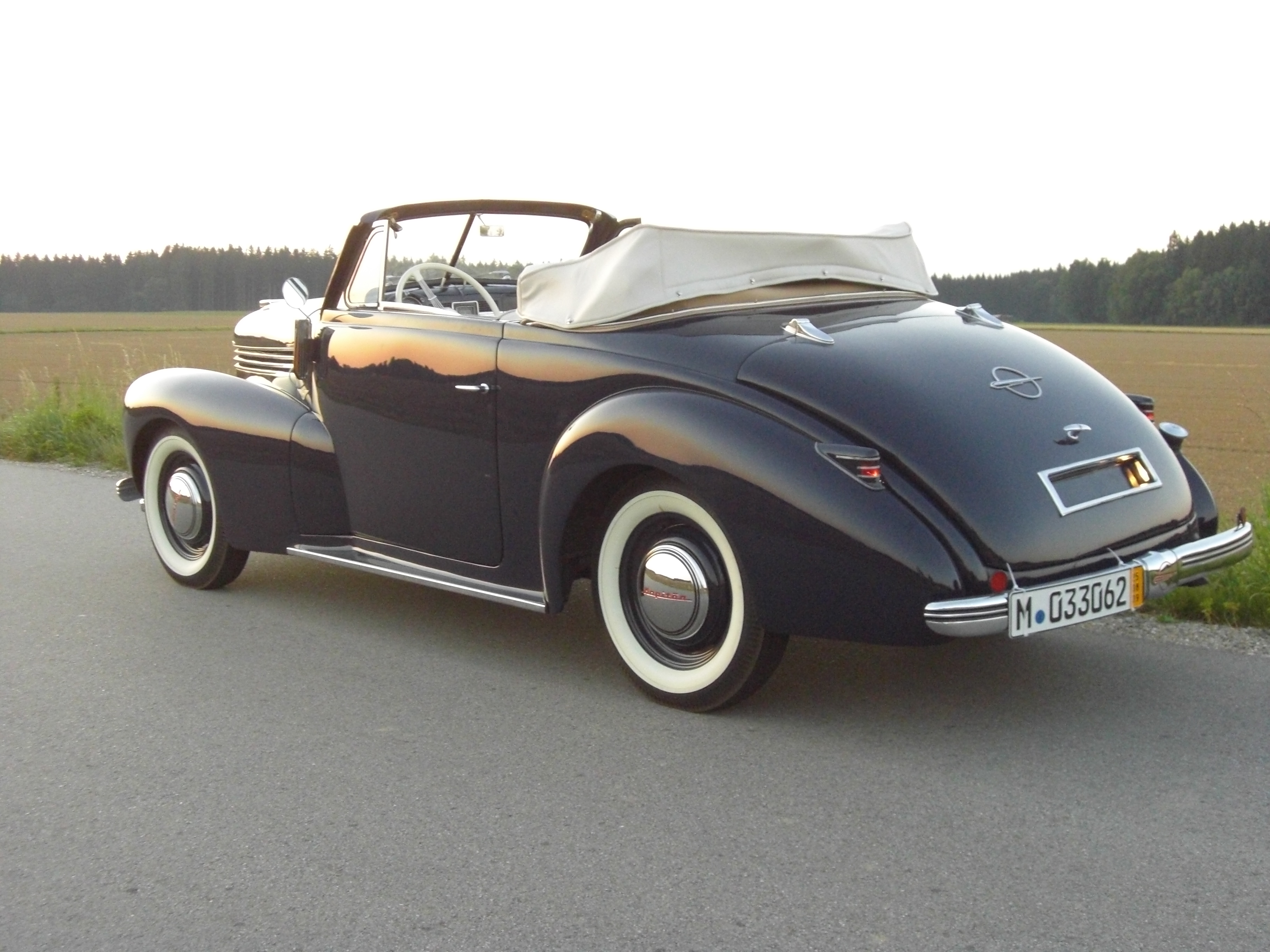
Kapitän (1938–1940)
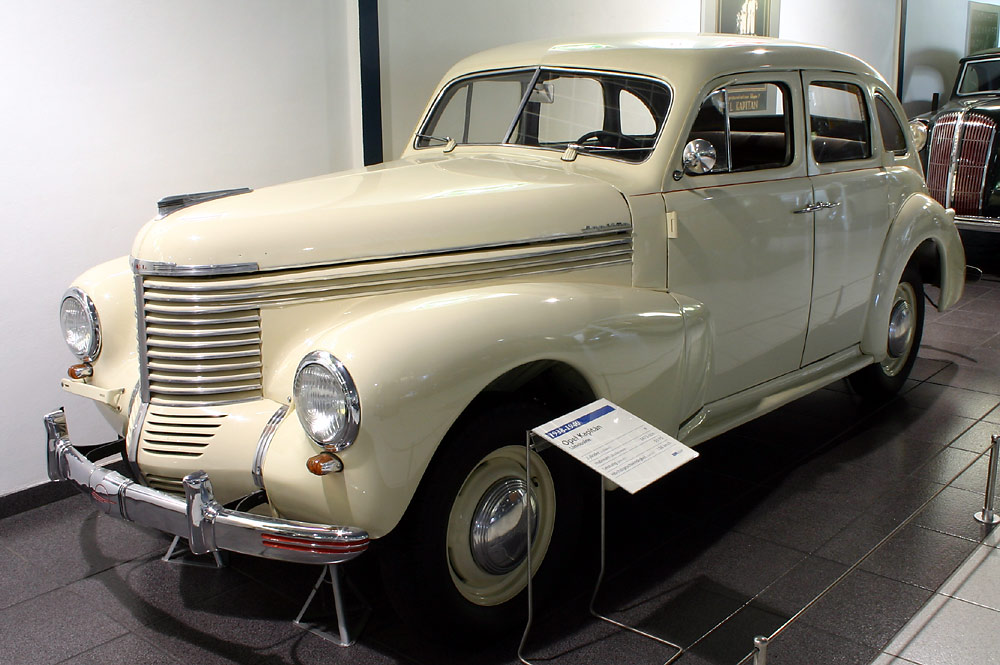
Kapitän (1948–1950)
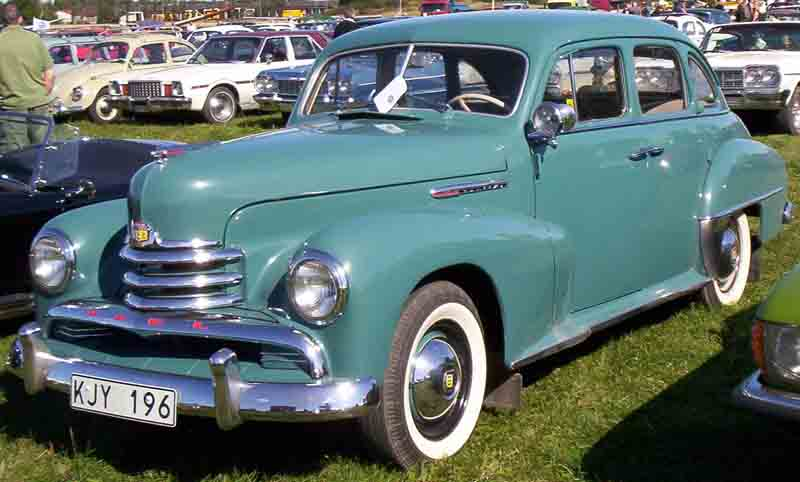
Kapitän (1951–1953)
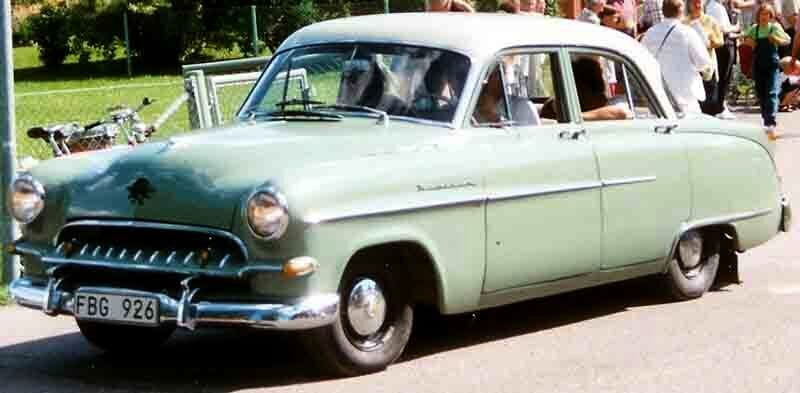
Kapitän (1953–1958)
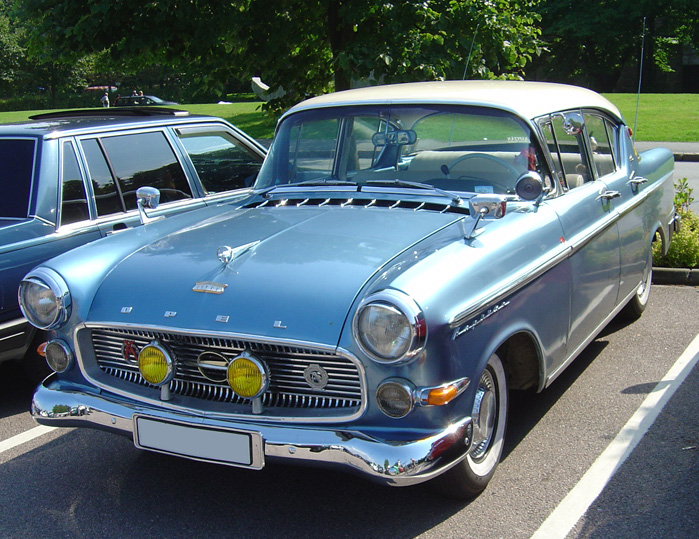
Kapitän P1 (1958-1959)
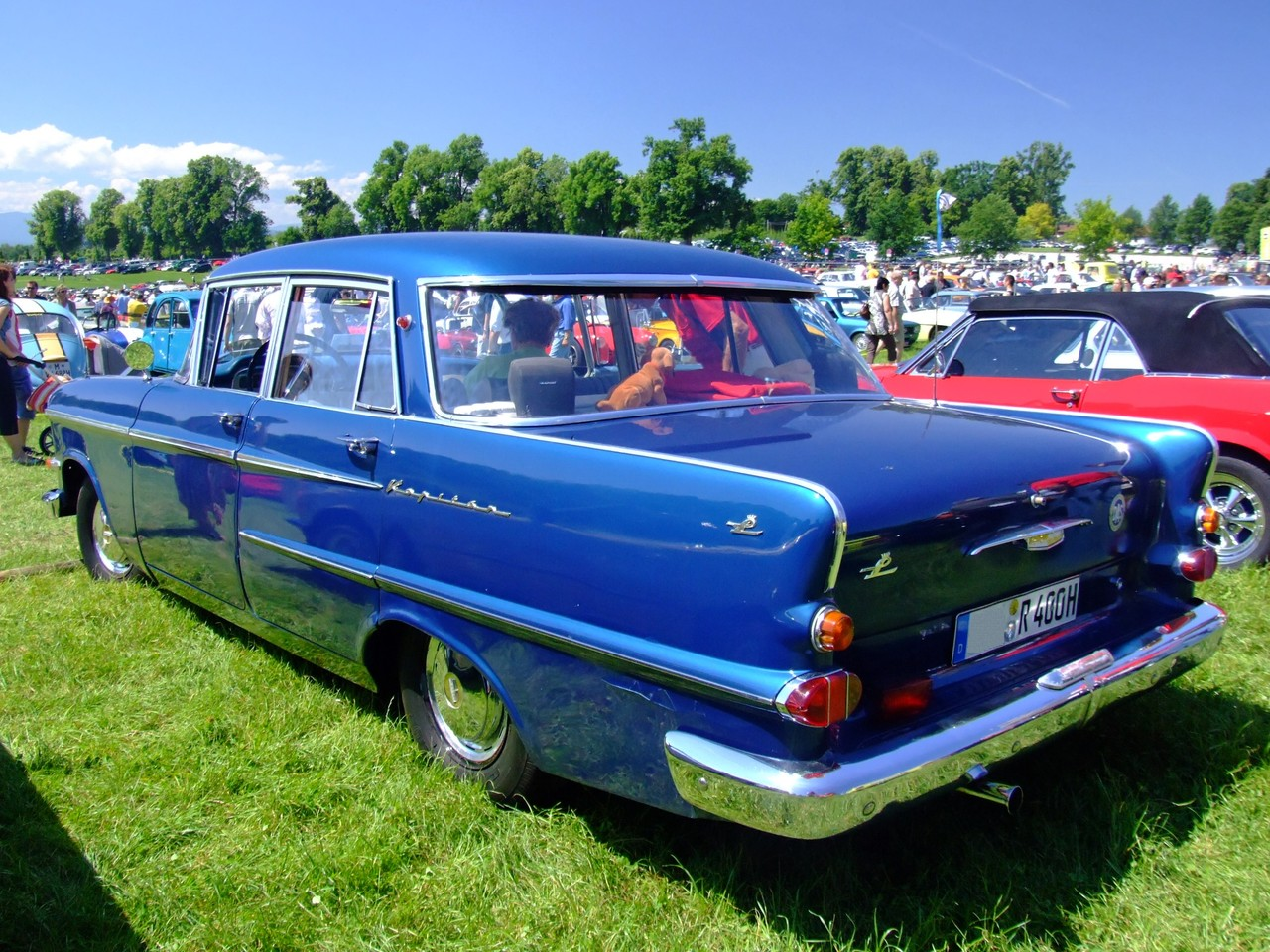
Kapitän P2 (1959–1963)
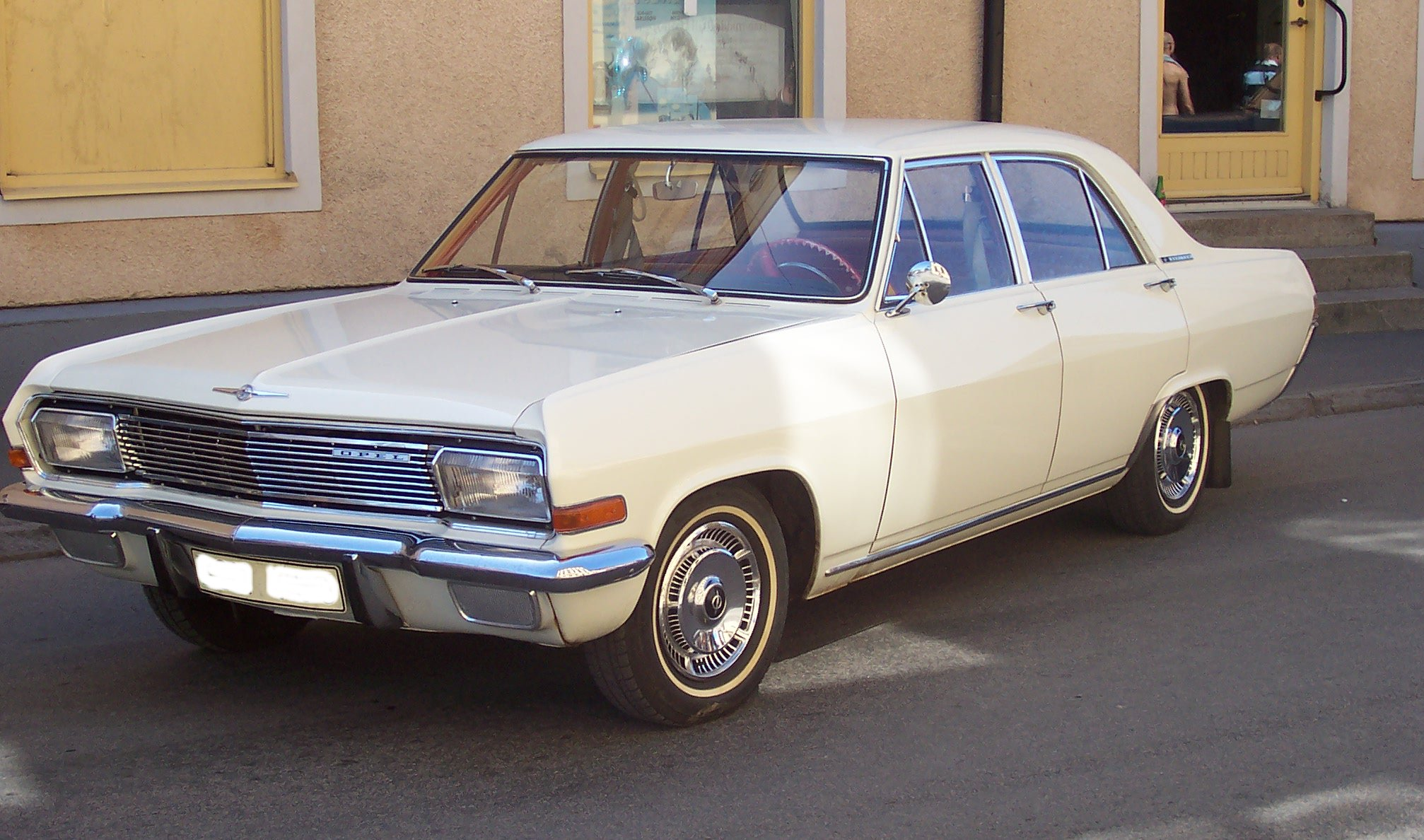
Kapitän A (1964–1968)